# A20 (Italië)
De A20 of Autostrada Messina-Palermo is een Italiaanse autosnelweg op het eiland Sicilië. De weg begint ten noorden van de stad Messina en volgt de kustlijn op de voet richting Palermo. Voor het gebruik van de wordt tol geheven.